# Кінець світу (фільм, 2013, Велика Британія)
«Кінець світу» (англ. The World's End) — комедійно-фантастичний фільм спільного британсько-американсько-японського виробництва режисера та сценариста Едгара Райта, що вийшов 2013 року. У головних ролях: Саймон Пегг (був також сценаристом), Нік Фрост, Розамунд Пайк.
Продюсерами були Тім Беван, Ерік Фельнер і Ніра Парк. Вперше у Великій Британії фільм продемонстрували 19 липня 2013 року. В Україні у кінопрокаті фільм не демонструвався.

## Сюжет
Гері Кінг, сорокарічний алкоголік і невдаха, збирає в рідному містечку Ньютон-Хевн чотирьох друзів дитинства — свою стару шкільну компанію, ватажком якої він колись був. 1992 року вони, бувши підлітками, спробували пройти «Золоту милю» — обійти всі дванадцять пабів міста, але перепилися і зійшли з маршруту, так його і не закінчивши. Друзі Кінга, успішні «білі комірці» і батьки сімейств, скептично ставляться до ідеї повторення алкогольного марафону, а Ендрю Найтлі, колись найкращий друг Кінга, зовсім відмовляється пити, замовляючи в пабах тільки воду.
У другому ж пабі до них ненадовго приєднується Сем — старша сестра Олівера, одного з учасників походу, проте докучання Гері Кінга змушують її покинути компанію. У четвертому пабі, коли настрій учасників остаточно псується і вони збираються роз'їхатися по домівках, Кінг встряє в бійку з групою підлітків, які на перевірку виявляються неживими роботами з відокремлюваними кінцівками й синьою кров'ю. Кінг і його супутники здобувають у бійці верх. Ендрю, не бажаючи залишитися єдиною тверезою людиною в компанії, негайно напивається, і вони вп'ятьох продовжують похід по пабах, потроху розуміючи, що опинилися в центрі якоїсь змови, і не бажаючи видавати себе.
У наступних пабах їм зустрічаються і живі люди — колишній наркоторговець Грін і недоумкуватий старий Безіл. Останній повідомляє героям, що Ньютон-Хевн став плацдармом інопланетного вторгнення: інопланетяни викрадають людей і підміняють їх перебільшено ввічливими й доброзичливими копіями, відтвореними по ДНК оригіналу. Олівер, відлучився до вбиральні, виявляється підміненим копією — Ендрю Найтлі помічає, що у нього з'явилася лунина на скроні, яку справжній Олівер вивів. Сем рятує напівп'яних героїв, яких намагаються спокусити копії дівчат з їхнього дитинства, і приєднується до них. У дев'ятому пабі вони вступають в розмову відверто з копією Гая Шепарда — колишнього директора їхньої школи. Шепард переконує героїв, що він і подібні йому — не роботи, а «покращені» люди, і героям варто мирно приєднатися до їх спільноти.
Кінг і його друзі влаштовують нову бійку з численними копіями, причому копія Олівера позбавляється голови. Їм вдається втекти, і Кінг випроваджує Сем з міста, посадивши її в машину, а сам продовжує свій відчайдушний похід по пабах. До цього часу загони втратили людський вигляд копій патрулюють вулиці, і друзям доводиться ховатися, будуючи підозри вже з приводу один одного. Вони втрачають ще одного з учасників компанії, Пітера, який при спробі розправитися з копією свого шкільного ворога потрапляє в полон і замінюється копією. В останньому пабі, «Кінець світу», Ендрю вступає в бійку з Гері й виявляє, що його здавався безтурботним друг затіяв все підприємство в стані крайньої депресії — рука Гері під рукавом була замотана бинтом з лікарняним браслетом, який свідчить, що Гері намагався порізати собі вени.
У підземеллі під «Кінцем світу» троє учасників походу, що залишилися в живих — Гері, Ендрю і Стівен — стикаються з Мережею, інопланетним розумом, який визнав Землю нерозвиненою і варварською планетою, і в останні десятиліття вів програму «покращення» Землі, створивши в різних точках світу 2000 спільнот, подібних Ньютон-Хевен. Герої домагаються від Мережі визнання: люди виявилися настільки некерованими, що копіями довелося замінити практично все населення. Мережа пропонує героям підкоритися і поступитися місцем їх власним молодим копіям — поліпшеним версіями їх самих, але Гері Кінг знищує свого юного двійника. Не витримавши п'яного спору з землянами, Мережа зневіряється і покидає планету, але перед цим підриває Ньютон-Хевен; героїв в останній момент рятує Сем, яка повернулася за ними на машині. В епілозі Ендрю розповідає, що кінець світу настав у буквальному сенсі — Мережа зруйнувала земні міста і знищила сучасні технології, змусивши людство впасти в середньовіччя. Що ставши героїчним воїном, Гері Кінг вирушає в новий похід по пабах на руїнах цивілізації, цього разу в компанії четвірки молодих копій його друзів.

## У ролях
| Актор           | Персонаж                                   | Роль                                        |
| --------------- | ------------------------------------------ | ------------------------------------------- |
| Саймон Пегг     | Ґері Кінґ англ. Gary King                  | колишній наркозалежний                      |
| Нік Фрост       | Енді Найтлі англ. Andy Knightley           | адвокат, колись найкращий друг Ґері         |
| Розамунд Пайк   | Сем Чемберлейн англ. Sam Chamberlain       | сестра Олівера                              |
| Педді Консідайн | Стівен Прінс англ. Steven Prince           | архітектурний консультант, друг Ґері і Енді |
| Мартін Фріман   | Олівер Чемберлейн англ. Oliver Chamberlain | агент з продажу нерухомості                 |
| Едді Марсан     | Пітер Пейдж англ. Peter Page               | співвласник автосалону                      |
| Пірс Броснан    | Ґай Шеперд англ. Guy Shepherd              | шкільний вчитель                            |
| Білл Наї        | Мережа англ. The Network                   | інопланетний розум                          |
| Девід Бредлі    | Безіл "Божевільний" англ. Basil "Mad"      | ексцентричний місцевий житель               |

## Сприйняття

### Критика
Фільм отримав позитивні відгуки: Rotten Tomatoes дав оцінку 89 % на основі 187 відгуків від критиків (середня оцінка 7,5/10) і 73 % від глядачів із середньою оцінкою 3,8/5 (80 841 голос). Загалом на сайті фільми має позитивний рейтинг, фільму зарахований «стиглий помідор» від кінокритиків і «попкорн» від глядачів, Internet Movie Database — 7,1/10 (86 971 голос), Metacritic — 81/100 (45 відгуків критиків) і 7,7/10 від глядачів (427 голосів). Загалом на цьому ресурсі від критиків і від глядачів фільм отримав позитивні відгуки.

### Касові збори
Під час показу у Великій Британії, що стартував 19 липня 2013 року, протягом першого тижня фільм показали у 530 кінотеатрах і він зібрав 3 242 064 $, що на той час дозволило йому зайняти 2 місце серед усіх прем'єр. Показ протривав 10 тижнів і завершився 22 вересня 2013 року. За цей час стрічка зібрала 13 354 358 $.
Під час показу у США, що розпочався 23 серпня 2013 року, протягом першого тижня фільм показали у 1551 кінотеатрі та він зібрав 8 811 790 $, що на той час дозволило йому зайняти 4 місце серед усіх прем'єр. Показ фільму протривав 105 днів (15 тижнів) і завершився 5 грудня 2013 року. За час показу фільм зібрав у прокаті у США 26 004 851  долар США, а у решті країн 20 084 436 $ (за іншими даними 20 573 008 $), тобто загалом 46 089 287 $ (за іншими даними 46 577 859 $) при бюджеті 20 млн $.

### Нагороди та номінації[12]
| Рік  | Нагорода                                  | Категорія                 | Номінант    | Результат |
| ---- | ----------------------------------------- | ------------------------- | ----------- | --------- |
| 2014 | Broadcast Film Critics Association Awards | Найкраща комедія          | стрічка     | Номінація |
| 2014 | Broadcast Film Critics Association Awards | Найкращий актор у комедії | Саймон Пегг | Номінація |

### Виноски
1. 1 2 3  The World's End: Release Info (англ.). Internet Movie Database. Архів оригіналу за 20 лютого 2014. Процитовано 30 січня 2014.
2. 1 2 3 4 5 6  The World's End (англ.). Box Office Mojo. Архів оригіналу за 5 вересня 2015. Процитовано 30 січня 2014.
3. 1 2 3 4  The World's End (англ.). The Numbers. Архів оригіналу за 3 лютого 2014. Процитовано 30 січня 2014.
4. 1 2  The World's End (англ.). Internet Movie Database. Архів оригіналу за 10 липня 2013. Процитовано 30 січня 2014.
5. ↑  The World's End (англ.). Allmovie. Архів оригіналу за 28 березня 2014. Процитовано 30 січня 2014.
6. ↑  The World's End (2013). Архів оригіналу за 1 січня 2018. Процитовано 31 січня 2018.
7. ↑  The World's End: Full Cast & Crew (англ.). Internet Movie Database. Архів оригіналу за 19 лютого 2014. Процитовано 30 січня 2014.
8. ↑  Армагеддец. Премьеры (рос.). КиноПоиск. Архів оригіналу за 2 лютого 2014. Процитовано 30 січня 2014.
9. ↑  The World's End (англ.). Rotten Tomatoes. Архів оригіналу за 19 січня 2018. Процитовано 30 січня 2014.
10. ↑  The World's End (англ.). Metacritic. Архів оригіналу за 19 січня 2018. Процитовано 30 січня 2014.
11. ↑  The World's End — United Kingdom Weekend Box Office (англ.). Box Office Mojo. Архів оригіналу за 1 лютого 2014. Процитовано 30 січня 2014.
12. ↑  The World's End: Awards (англ.). Internet Movie Database. Архів оригіналу за 16 лютого 2014. Процитовано 30 січня 2014.